# Lippborg
Lippborg ist ein Ortsteil der Gemeinde Lippetal im Kreis Soest. Der Ort hat 3007 Einwohner (Stand: 31. März 2021).

## Geografie

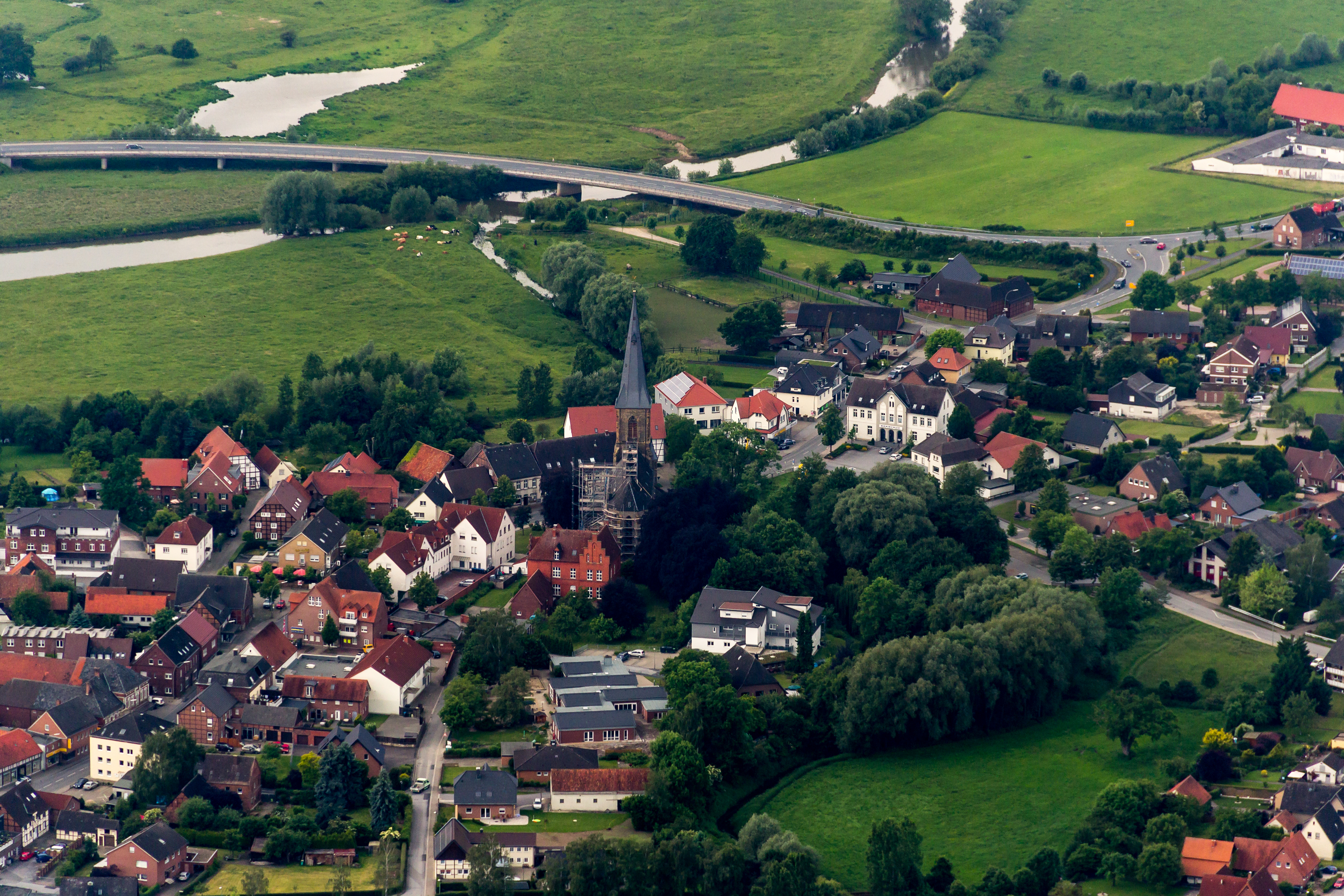
Ortskern von Lippborg, 2014

Lippborg wird im Westen mit dem Lütke-Uentruper und im Norden mit dem Dalmer Wald durch Waldgebiete eingerahmt. Im Süden begrenzt die Lippe die Lippborger Gemarkung. Naturräumlich und historisch ist Lippborg ein Teil des Münsterlandes. Die Quabbe durchzieht den Ortskern und mündet östlich der Clemens-August-Brücke der B 475 in die Lippe.
Zu Lippborg gehören die Bauerschaften Lütke Uentrup, Osker, Ebbecke, Frölich, Polmer, Assen und Brönike (von West nach Ost).
Je nach Berechnungsansatz liegt der Mittelpunkt Westfalens nahe der Grenze Beckum–Lippborg am Dalmerweg (Havixbrockweg) oder in Scheidingen. Die Berechnung mittels Schwerpunktansatz liefert folgendes Ergebnis: Auf der Kartengrundlage der Geographischen Kommission liegt der Punkt auf der Beckumer Seite. Mit den Kartengrundlagen des Landesvermessungsamt Nordrhein-Westfalens und Straßen.NRW liegt der Mittelpunkt Westfalens auf Lippborger Seite. Im Schwerpunktansatz werden die tatsächlichen Flächengewichte berechnet. Der vereinfachte Ansatz aus der nördlichsten, südlichsten, westlichsten und östlichsten Begrenzung ergibt hingegen einen Punkt nördlich von Scheidingen.
Lippborg ist mit dem Lippeabfluss der niedrigste Punkt in Südwestfalen.

## Geschichte

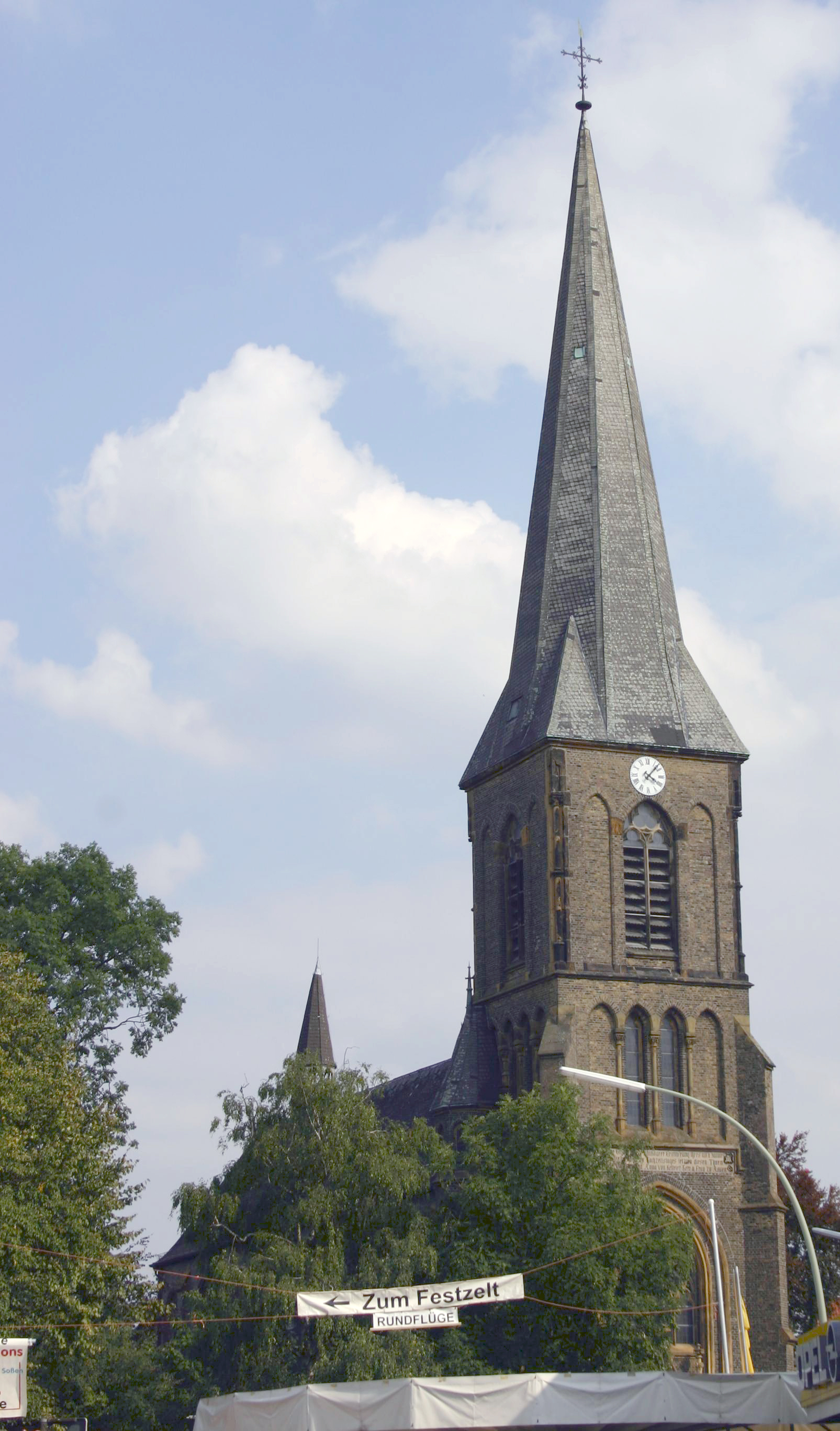
St.-Cornelius-und-Cyprianus-Kirche

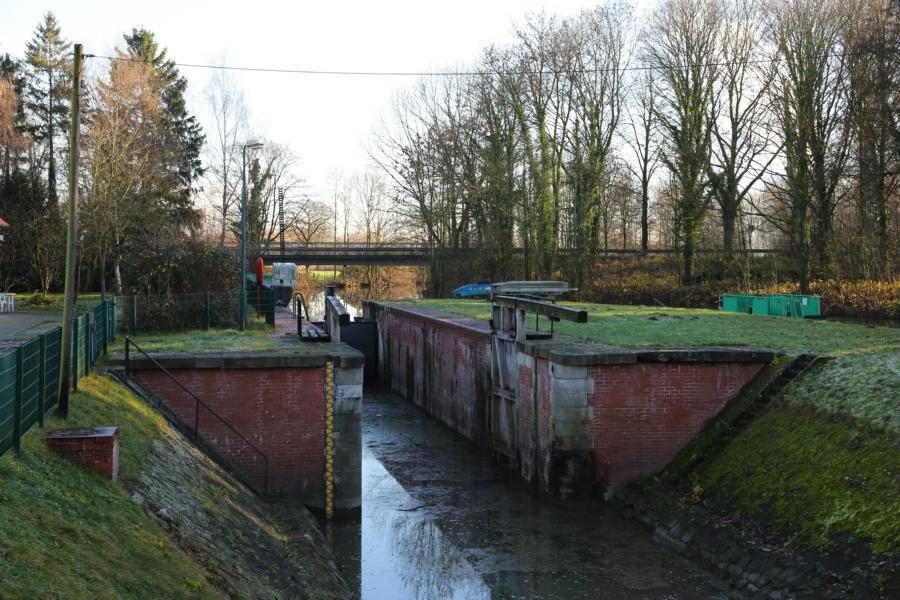
Lippeschleuse Uentrop in der Gemarkung Lippborg bei Haus Uentrop (Hamm)

Urkundlich erstmals erwähnt wurde Lippborg im Jahre 1189. Bischof Hermann II. von Katzenelnbogen von Münster vermachte dabei dem Benediktinerkloster in Liesborn den Zehnten in Lippborg. Im nördlichen Havixbrockwaldgebiet bestand die auch Germanenlager genannte Wallburg Havixbrock, die auf die Zeit vom 9. bis 11. Jahrhundert datiert wird. Die Bedeutung des Ortsnamens Lippborg verweist in der Schriftweise über Jahrhunderte hinweg auf eine „Lippe-Burg“ (Borg niederdeutsch). Bischof Ludewig von Hessen erbaute 1347 in der Nähe des Kirchshofes eine weitere Burg, die aber später nach dem Krieg auf Drängen von Soest wieder abgerissen werden musste. Da der Ortsname weitaus älter ist, gab es vermutlich  eine andere Burg, von der nichts Weiteres bekannt ist.
Die Römer benutzten die Lippe um ihre Güter mithilfe kleinerer Schiffe in West-Ost-Richtung zu transportieren und legten Militärlager an. Zwischen den bereits bekannten Lagern Oberaden und Anreppen vermutet man ein weiteres Römerlager in der Nähe von Lippborg oder in Kesseler (castellum?). Möglicherweise lässt sich so der Ortsname deuten.
In Süd-Nord-Richtung spielte die „Friesenstraße“ Soest–Beckum–Warendorf–Iburg–Osnabrück eine wichtige Rolle, die auch heute noch über die B 475 besteht. Die damalige Furt lag in der Nähe des uralten Hofes Hunsel in Richtung Kesseler und damit auf der Luftlinie Soest-Beckum. Eine Verschiebung zum heutigen Ortskern Lippborg scheint durch die regelmäßigen Dorfgründungen zur Sicherung der Münsterländer Lippegrenze mit ähnlichen Distanzen (Bockum, Hövel, Heessen, Dolberg, Uentrop (damals nördl. der Lippe?), Lippborg) erfolgt zu sein. Ebenfalls wird die Mündung der Quabbe als rechter Lippenzufluss relevant gewesen sein. Der Ludgerusbrunnen an der Dolberger Straße wird ebenfalls dem Münsteraner Bistumsgründer Liudger/Ludger zugeschrieben.
Die Wasserburg Haus Assen wurde im 14. Jahrhundert vom Urhof Hunsel aus gegründet, was auf eine Verlagerung der wichtigen Süd-Nord-Verbindung über den Böckenberg zum heutigen Ortskern hinweist. Das Wasserschloss im Stil der Lipperenaissance wurde im Jahre 1564 durch den Baumeister Laurenz von Brachum für die Familie von Ketteler errichtet. Es war seit 1653 im Besitz der Grafen von Galen. 1997 schenkte Christoph Bernhard Graf von Galen (1907–2002) das Haus Assen der Kongregation Diener Jesu und Mariens, die darin ein Internat für Jungen und ein Kolleg betreibt.
Im Jahr 1801 wurde anstelle einer Fähre eine Holzbrücke, also die erste Lippbrücke, durch den Grafen von Galen gebaut. Zur gleichen Zeit hatte das Kirchspiel Lippborg 1460 Seelen und 237 Feuerstellen. Hinzu kamen 733 Kühe, 814 Rinder und Kälber, 465 Pferde und 444 Schweine.
Nach dem Besuch des Oberpräsidenten Freyherrn von Vincke am 4. September 1818 zur Vorbereitung, erreichte am 27. März 1819 das erste Frachtschiff auf der schiffbargemachten Lippe die Stadt Lippborg.
Die Kirche St. Cornelius und Cyprianus wurde am 19. September 1859 geweiht. Als Baumeister konnte der damals in Deutschland sehr bekannte (u. a. St. Hedwig-Krankenhaus in Berlin) und führende Baumeister der Neugotik aus Köln Vinzenz Statz gewonnen werden. Der Turm wurde 1875 errichtet. Matthias Graf von Galen förderte neben dem Wiederaufbau auf Assen auch den Lippborger Kirchen- und Turmbau (siehe auch Schriftzug am Turm). Die jetzige Ludgeruskapelle wurde 1857 an der Dolberger Straße gebaut.
1885 wohnten 581 Einwohner im Wiegbold Lippborg. Am 1. April 1930 wurde die Gemeinde Lütke Uentrup eingegliedert. Im Jahr 1939 wohnten 2.152 Einwohner in Lippborg.
Am 1. Juli 1969 wurde Lippborg im Zuge der kommunalen Neuordnung vom Kreis Beckum in die neugegründete Gemeinde Lippetal des Landkreises Soest (ab dem 1. September 1969 Kreis Soest) eingemeindet. Durch die Friedlandsiedlung wuchs die Bevölkerung in den Jahren von 1971 bis 1973 durch kinderreiche Spätaussiedler aus den deutschen Ostgebieten merklich an, was zu einem Ausbau der Infrastruktur (Schule, Landstraße nach Hamm) führte.
Am 17. Juni 2006 wurde die neue Lippebrücke eröffnet, die die alte von 1946 ersetzte. Nach der Renaturierung der Lippe hat sich eine hohe Vogeldichte eingestellt, die zunehmend Naturfreunde und Besucher anzieht. Durch die neue Fußgängerbrücke flussaufwärts zwischen dem Lippborger Gewerbegebiet und Hultrop ist ein Rundgang entlang beider Seiten der Auen außerhalb der jährlichen Überschwemmungen möglich geworden.
Am 1. Januar 2012 endete die über 800-jährige Geschichte der katholischen Gemeinde. Die Kirche wird als Filialkirche der Pfarrgemeinde St. Ida mit Sitz in Herzfeld weiterbetrieben. Damit hat sich neben dem politisch-administrativen Gewicht der öffentlichen Verwaltung der Gemeinde Lippetal mit Sitz in Hovestadt auch das kirchliche Gewicht in das östliche Lippetal mit Herzfeld-Hovestadt verschoben. Die Gemeinschaftsschule Lippetal befindet sich bereits ebenfalls in Herzfeld.
Das vorletzte Baugebiet ist der „Roggenkamp“ nördlich der Friedlandsiedlung. Das neue bereits fast vollständig bebaute Baugebiet „Beckkamp“ östlich der Friedlandsiedlung und westlich des Ilmers ist die bislang letzte erfolgte Erweiterung des Dorfes (2017).

## Baudenkmale
- In der Liste der Baudenkmäler in Lippetal sind für Lippborg sieben Baudenkmale aufgeführt.

## Verkehr
Lippborg ist durch die Strecke Hamm–Lippborg (-Soest) der AG Ruhr-Lippe-Eisenbahnen mit Hamm verbunden, welche heute allerdings nur noch durch die Museumseisenbahn Hamm betrieben wird. Die Verbindung wurde im Jahr 1904 eröffnet, damals als Durchgangsstrecke von Hamm nach Soest. Die Güterverkehrsstelle Lippborg wurde 1990 geschlossen.
Die B475 verbindet Lippborg mit Soest und Beckum. Neben dieser „Neuen Beckumer Straße“, Mühlenweg, nordwestlichen Straße führt die „Alte Beckumer Straße“ (K25) nordöstlich nach Beckum. Hamm ist über die Landesstraße L822 über Uentrop erreichbar. In östlicher Richtung führt sie nach Herzfeld.
Die BAB A2 durchläuft die Lippborger Gemarkung im Westen und hat eine Autobahnausfahrt, die allerdings Hamm-Uentrop benannt wurde (ca. 8 km zum Ortskern). Der Autohof heißt „Lippetal“. Östlich der Autobahnauffahrt gibt es einen Pendlerparkplatz.
Durch Lippborg verläuft der Radwanderweg „Römerroute“, im April 2013 wurde er durch die „Römer-Lippe-Route“ abgelöst. Aus Richtung Beckum ist der Dalmerweg eine beliebte Radverbindung nach Lippborg und damit zur Lippebrücke.
Im öffentlichen Nahverkehr (ÖPNV) ist Lippborg vorwiegend über Soest, teils auch aus Hamm und Beckum erreichbar. Schulbusverkehr findet innerhalb der Bauerschaften und nach Herzfeld statt.
Der Hammer Hauptbahnhof (Halt der ICE-Linie 10 Köln–Berlin) liegt 18 km westlich. Der Bahnhof Soest an der Bahnstrecke Hamm–Warburg(-Kassel) liegt 14 km südlich von Lippborg und wird unregelmäßig von Fernzügen in Richtung Köln oder Leipzig/Gera bedient. Nächstgelegener Bahnhof ist Borgeln. Ihn bedient die Ems-Börde-Bahn an der vorgenannten Strecke nach Paderborn/Münster.
Im Gegensatz zu den anderen Ortsteilen Lippetals wie Herzfeld, Hovestadt und Oestinghausen  gibt es seit 2015 an Samstagen und Sonntagen keine öffentliche Verkehrsverbindungen mehr.

## Schulen, Kindergärten und Sport
Es gibt zwei Kindergärten in Lippborg: Kita Spatzenhausen und den St.-Marien-Kindergarten. Wie dieser, wird auch die Ludgerus-Grundschule durch die katholische Kirche betrieben.
Das wichtigste Sportorgan Lippborgs ist der VfJ Lippborg 1946 e. V. Der VfJ bietet zur Auswahl Fußball, Tischtennis, Tennis, und Basketball. In der Bauerschaft Ebbecke befindet sich ein 18-Loch-Golfplatz des Golfclub Stahlberg.

## Regelmäßige Veranstaltungen
Die Lippborger Kirmes (am letzten Wochenende im August und dem folgenden Dienstag) und der seit 1983 bestehende Rosensonntagsumzug sind die wichtigsten Veranstaltungen, wobei jährlich zu jedem dieser Ereignisse über 20.000 Menschen in den Ort kommen. Am ersten Wochenende im Juli findet in Lippborg von samstags bis montags das Schützenfest statt.
Im Jahr 2018 fand die 325. Lippborger Kirmes statt.

## Vereine
In Lippborg haben sich 24 Vereine und verschiedene Gemeinschaften, wie z. B. Siedlervereinigungen, unter dem Dachverein Zweckverband Lippborg e. V. organisiert:

## Persönlichkeiten, die mit dem Ort Lippborg verbunden sind
- Wilhelm Ketteler (um 1512–1582), Fürstbischof von Münster
- Ferdinand Benedikt von Galen zu Assen (1665–1727), Domscholaster und Geheimrat
- Graf Matthias von Galen (1800–1880), Wiederaufbau Haus Assen und Neubau der Lippborger Kirche
- Maximilian Gereon von Galen (1832–1908), römisch-katholischer Theologe und Weihbischof
- Wilhelm Heinrich Heufers (1880–1945), Domkapitular, Prälat
- Christoph Bernhard Graf von Galen (1907–2002), Politiker (CDU) und Päpstlicher Geheimkämmerer
- Wilhelm Scheperjans (1912–1998), Lagerpfarrer in Friedland
- Theodor Heidhues (1933–1978), Professor für Agrarökonomie, Vorsitzender des Wissenschaftsrats
- Johanna Gräfin von Westphalen zu Fürstenberg (1936–2016), Politikerin
- Rudolf Heidhues, Vorstandsvorsitzender der Humana Milchunion und Landwirt.
- William Röttger (1948–2015), Musikmanager, Labelbetreiber und Galerist
- Roland Wagner (* 1973), langjähriger Präsident der Gesellschaft für Geoinformatik, GeoIT und Navigation sowie Professor
- Die Familie von Bernhard Rösler (1906–1973), Unternehmer aus Essen und Schwalmtal (Niederrhein), stammt ursprünglich aus Lippborg